# Borkenes
Borkenes är en tätort (norska: tettsted) och kyrkby som utgör centralort i Kvæfjord kommune på Hinnøya i Troms fylke i norra Norge. Orten är belägen vid Kvæfjorden, cirka 15 kilometer väster om staden Harstad. Befolkningen år 2008 uppgick till 1522 personer.
I Borkenes finns bland annat mekanisk verkstad, skolan Rå videregående skole och Kvæfjord bygdetun med gamla kvarnar. Fornminnen som bautastenar och gravhögar i området berättar om bosättning på järnåldern. Kvæfjords kyrka är en korskyrka från 1867.

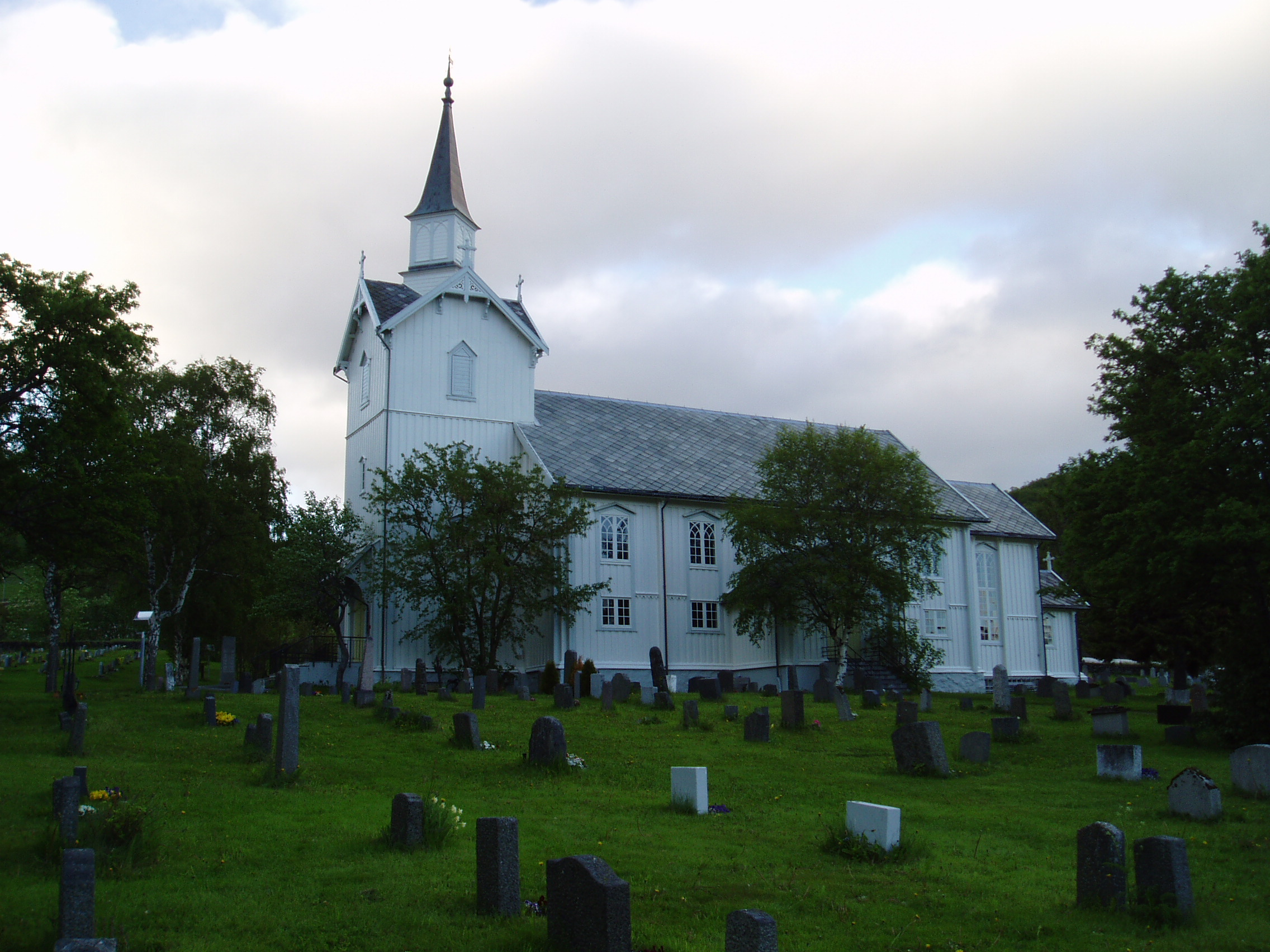
Kvæfjords kyrka.